# Godfrid, hertug af Frisen
Godfrid, Godafrid, Gudfrid eller Gottfrid (oldnordisk: Guðfrið; myrdet juni 885) var en dansk vikingeleder i 800-tallet. Han har sandsynligvis været med den store hedenske hær på kontinentet, og han blev en af kejser Karl den Tykkes vasaller, hvor han kontrollerede størstedelen af Frisen mellem år 882 og 885.
I 880 plyndrede Godfrid Flandern med Gent som base. I 882 plyndrede han Lotharingien og byerne Maastricht, Liège, Stavelot, Prüm, Køln og Koblenz blev ødelagt. Efter belejringen af Asselt tvang ham til at indgå et forlig, fik Godfrid tildelt Kennemerland, som Rorik af Dorestad tidligere havde hersket over som vasal for Karl ifølge Annales Fuldenses. Godfrid svor troskab til Karl, og lovede ham aldrig igen at plyndre i hans kongerige, og han accepterede kristendommen og blev døbt med Karl som hans gudfar. Til gengæld gjorde Karl ham til hertug af Frisen, og gav Gisela, datter af Lothar 2., som kone.
Godfrid gjorde dog intet mod de danske vikingetogter, der plyndrede store del af Nederlandene. I 885 blev han kaldt til Lobith til at møde, efter han var blevet beskyldt for meddelagtighed i et oprør sammen med Hugh, hertug af Alsace. Han blev dræbt af en gruppe frisiske og saksiske adelsfolk samt Henry af Franken. Den lokale greve Gerulf overtog den vestfrisiske kystlinje fra danskeren efter mordet.
Denne Godfrid er nogle gange blevet forvekslet med Godfrid Haraldsson.